# Campeonato Africano de Atletismo de 2016 - Lançamento de dardo masculino
A prova do lançamento de dardo masculino do Campeonato Africano de Atletismo de 2016 foi disputada no dia 26 de junho  no Kings Park Stadium  em Durban, na África do Sul. Participaram da prova 14 atletas sendo que 12 concluíram a prova. 

## Recordes
Antes desta competição, os recordes mundiais e do campeonato nesta prova eram os seguintes:
|                       | Nome          | Nacionalidade | Distância | Local     | Data                 |
| --------------------- | ------------- | ------------- | --------- | --------- | -------------------- |
| Recorde mundial       | Jan Železný   | Chéquia       | 98m 48cm  | Jena      | 25 de maio de 1996   |
| Recorde do campeonato | Tom Petranoff | África do Sul | 87m 26cm  | Belle Vue | 28 de junho de 1992  |
| Recorde africano      | Julius Yego   | Quênia        | 92m 72cm  | Pequim    | 26 de agosto de 2015 |

## Medalhistas
| Ouro                        | Prata              | Bronze               |
| Phil-Mar van Rensburg (RSA) | John Ampomah (GHA) | Alex Kiprotich (KEN) |

## Cronograma
Todos os horários são locais (UTC+2). 
| Data        | Hora  | Evento |
| ----------- | ----- | ------ |
| 26 de junho | 16:40 | Final  |

## Resultado final
| Posição           | Atleta                | Nacionalidade | Distância | Notas |
| ----------------- | --------------------- | ------------- | --------- | ----- |
| Medalha de ouro   | Phil-Mar van Rensburg | África do Sul | 76.04     |       |
| Medalha de prata  | John Ampomah          | Gana          | 75.22     |       |
| Medalha de bronze | Alex Kiprotich        | Quênia        | 74.08     |       |
| 4                 | Tobie Holtzhausen     | África do Sul | 73.45     |       |
| 5                 | Maged Amer            | Egito         | 71.62     |       |
| 6                 | Chad Herman           | África do Sul | 71.21     |       |
| 7                 | Ahmed Elbramlsy       | Egito         | 69.66     |       |
| 8                 | Strydom van der Wath  | Namíbia       | 68.40     |       |
| 9                 | Nelson Yego           | Quênia        | 66.43     |       |
| 10                | Samuel Kure           | Nigéria       | 65.25     |       |
| 11                | Pako Tsapo            | Botswana      | 61.75     |       |
| 12                | Gary King             | Zimbabwe      | 56.79     |       |
| 13                | Atsu Nyamadi          | Gana          | DNS       |       |
| 13                | Othow Ojulu           | Etiópia       | DNS       |       |

Legenda
| Recorde mundial       | Recorde mundial (World record)               |                       | Recorde africano                      | Recorde africano (African) |                                           | Q | Classificado por posição (Qualified) |
| Recorde do campeonato | Recorde do campeonato (Championship record)  | Recorde da América    | Recorde da América (Americas)         | q                          | Classificado por melhor tempo (Qualified) |   |                                      |
| Melhor marca do ano   | Melhor marca do ano (World leading)          | Recorde asiático      | Recorde asiático (Asian)              | DNS                        | Não largou (Did not start)                |   |                                      |
| Recorde nacional      | Recorde nacional (National record)           | Recorde europeu       | Recorde europeu (European)            | DNF                        | Não terminou (Did not finish)             |   |                                      |
| Recorde pessoal       | Recorde pessoal do atleta (Personal best)    | Recorde da Oceania    | Recorde da Oceania (Oceania)          | DSQ / DQ                   | Desclassificado (Disqualified)            |   |                                      |
| Recorde da temporada  | Recorde da temporada do atleta (Season best) | Recorde sul-americano | Recorde sul-americano (South America) | NM                         | Sem marca (No mark)                       |   |                                      |